# Parenchymowce
Parenchymowce (Parenchymia) – klad bezkręgowców, obejmujący płazińce (Platyhelminthes) oraz wstężnice (Nemertea). Nowsze źródła nie potwierdzają istnienia tego taksonu.
Cechą charakterystyczną tego taksonu miało być występowanie pierwotnej jamy ciała, która nie ma własnych ścian, za to wypełniona parenchymą w przypadku płazińców bądź mezenchymą w przypadku wstężnic. U obu grup nie stwierdza się obecności chityny. Zarówno u jednego z typów larwy płazińców (ang. Götte’s larva), jak u jednego z typów larwy wstężnic (pilidium) obserwuje się równomierną organizację rzęsek. Występująca u wstężnic mezenchyma jest bardziej skomplikowanej budowy niż parenchyma; jest ona pochodzenia mieszanego (tj. entodermalnego oraz ektodermalnego), zbudowana jest z włóknistej, niezawierającej komórek macierzy oraz wielu typów komórek m.in. fibroblastów oraz granulocytów. Pierwotna jama ciała znajduje się pomiędzy błoną podstawną nabłonka a błoną podstawną jelita, może być wspomagana ona włóknami mięśniowymi. To, co jeszcze wyróżnia wstężnice, to obecność ryjka (pochewka tego narządu wyścielona jest nabłonkiem celomatycznym) i układu krwionośnego, mają też odbyt i są rozdzielnopłciowe.
Obecnie dane molekularne nie potwierdzają istnienia Parenchymia. Pomimo cech wspólnych tych obu grup zwierząt (wymienić można wielorzęskowy nabłonek, podobny układ nerwowy, acelomatyczną budowę ciała i obecność protonefrydiów), stwierdza się wyraźne pomiędzy nimi różnice. Badanie U. Ehlers z 1995 przeczy występowaniu płazińców w obrębie Parenchymia, opierając się na strukturze naskórka, muskulaturze, macierzy zewnątrzkomórkowej, układzie nerwowym, strukturach sensorycznych, protonefrydiów i innych części ciała. Inne badania podważają istnienie kladu Platyzoa i umieszczają przykładowo płazińce wewnątrz lofotrochowców (Lophotrochozoa); jednocześnie podkreślono, że wspomniane taksony bezkręgowców w tym badaniu (czyli lofotrochowce, pierścienice, Parenchymia, a także brzuchorzęski) nie wykazują synapomorfii, co wymusza prowadzenie kolejnych badań. Synapomorfiami Parenchymia byłaby obecność wspomnianych larw, organizacji ich rzęsek oraz niewystępowanie chityny. Z kolei obecność ryjka o nabłonku celomatycznym skłania do sugerowania bliskiej relacji między Nemertea a pierścienicami; przypuszczone pokrewieństwo zostało poparte również sekwencjami DNA. Dla grupy wstężnice + pierścienice utworzono nazwę Vermizoa.